# Катериновка (Краснодонский район)
Катериновка (укр. Катеринівка, встречается вариант Екатериновка) — село в Краснодонском районе Луганской области. Под контролем самопровозглашённой Луганской Народной Республики. Входит в Новосветловский поселковый совет.

## География
Село расположено на правобережье реки под названием Луганчик (приток Северского Донца). Соседние населённые пункты: посёлок Новосветловка (ниже по течению Луганчика) на севере, Комиссаровка на северо-западе, Терновое, Видно-Софиевка на западе, Новоанновка (выше по течению Луганчика) на юге, Белоскелеватое на востоке, Лысое на северо-востоке.

## Население
Численность жителей села в 2001 году составляла 79 человек (перепись).

## Местный совет
94455, Луганская обл., Краснодонский р-н, пгт. Новосветловка, ул. Дорожная, 40, тел. 92-3-70